# Aurora Australis

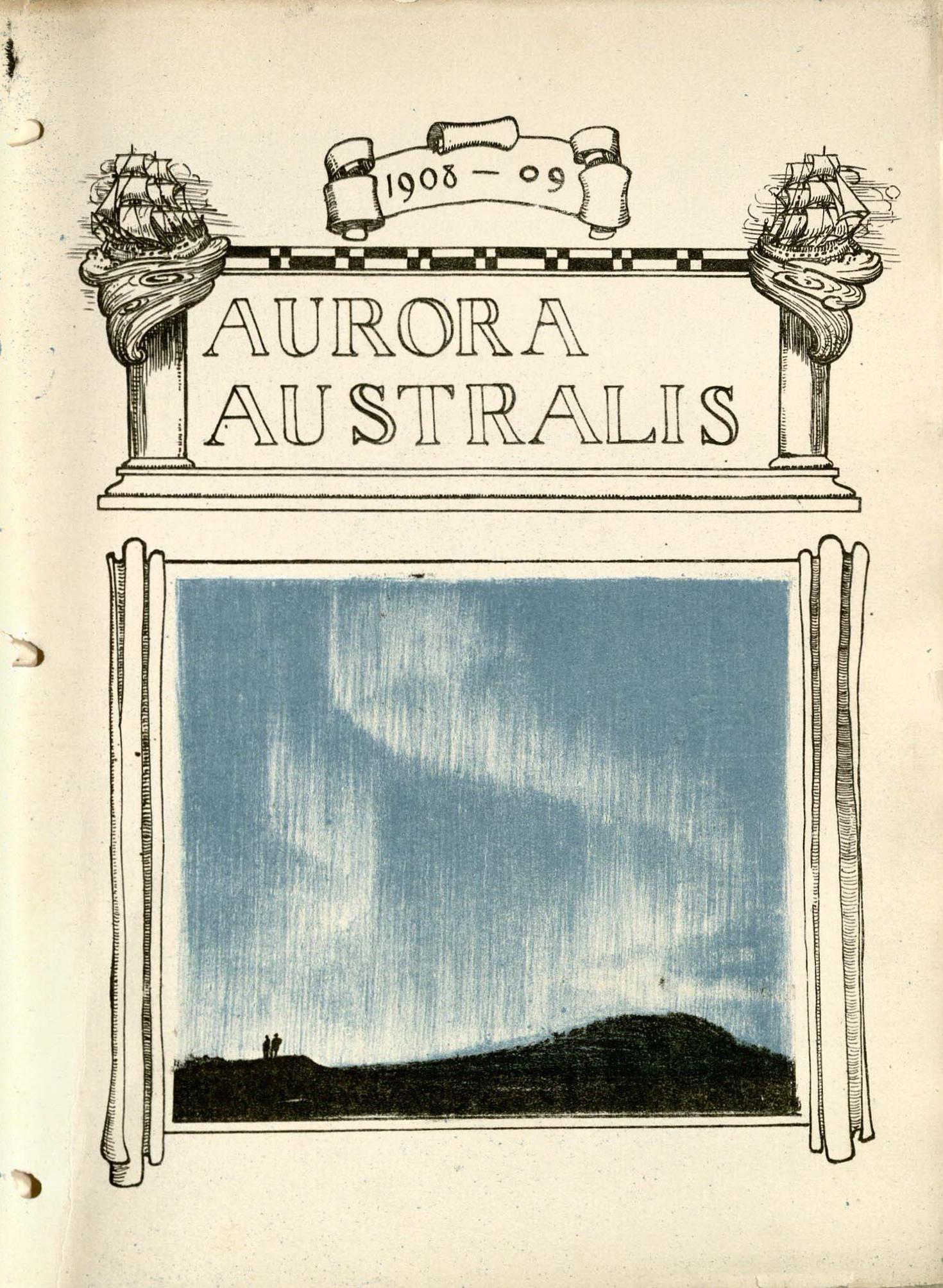
Aurora Australis.

Aurora Australis (« Aurore australe ») est le premier livre « écrit, imprimé, illustré et relié » en Antarctique.

## Description
Aurora Australis est écrit au cours de l'expédition Nimrod (1908-1909) dirigée par Ernest Shackleton. Entièrement réalisé par les membres de l'expédition, le livre est écrit par Shackleton, illustré de lithographies et gravures de George Marston, imprimé par Ernest Joyce et Frank Wild et relié par Bernard Day.
La production d'Aurora Australis est l'une des activités culturelles que Shackleton encourage pendant l'hiver au cap Royds sur l'île de Ross afin de limiter l'ennui de cette période peu propice pour les activités extérieures.
Parce que les copies d'Aurora Australis sont non numérotées, le nombre de livres créés n'est pas connu. L'estimation la plus probable est une centaine de copies dont moins de soixante-dix ont été tracées. Shackleton a peut-être souhaité à l'origine vendre des copies du livre à son retour de l'Antarctique, mais ils sont tous distribués parmi les membres de l'expédition ou à d'autres amis et bienfaiteurs de l'expédition.